# Хлоргерман
Хлоргерман — неорганическое соединение, 
хлорпроизводное германа с формулой GeH3Cl,
бесцветная жидкость,
реагирует с водой,
самовоспламеняется на воздухе.

## Получение
- Хлорирование германа тетрахлоридом олова:

{\displaystyle {\mathsf {GeH_{4}+SnCl_{4}\ {\xrightarrow {20^{o}C}}\ GeH_{3}Cl+HCl+SnCl_{2}}}}
- Действие хлористого водорода на герман в присутствии катализатора:

{\displaystyle {\mathsf {GeH_{4}+HCl\ {\xrightarrow {AlCl_{3}}}\ GeH_{3}Cl+H_{2}}}}

## Физические свойства
Хлоргерман — бесцветная подвижная жидкость, на воздухе самовоспламеняется, медленно реагирует с водой, при комнатной температуре медленно разлагается.